# Cyclaspis candidoides
Cyclaspis candidoides is een zeekommasoort uit de familie van de Bodotriidae. De wetenschappelijke naam van de soort is voor het eerst geldig gepubliceerd in 1992 door Bacescu.